# 北村昌幸
北村　昌幸（きたむら まさゆき、1894年〈明治27年〉10月3日 - 1944年〈昭和19年〉9月9日）は海軍軍人、最終階級は少将。

## 経歴
石川県金沢市下石引町の出身。金沢第二中学校を経て、第一次世界大戦がはじまった1914年（大正3年）9月10日、第一高等学校、陸軍士官学校とともに難関校の一つだった海軍兵学校（45期）に入学。入学時の成績は74番/100名。石川県内から合格したのは、金沢第一中学校の橘正雄（入校時5番、のち大佐）と二人のみであった。
ちなみに官報によると、北村は陸軍士官学校第29期の試験も合格していた。当時から倍率が数十倍になる一高、陸士、海兵に合格するには（旧制）中学校で5番以内の成績でないと合格は難しいと言われていたという。
同期生には、伏見宮博義王を筆頭に、中村勝平（海軍省首席副官・妙高艦長、卒業時2番/89名、礪波中）、長井満（隼鷹艦長、5番、福井中）、古村啓蔵（扶桑艦長・武蔵艦長、10番、諏訪中）、中瀬泝（海軍省人事局第一課長・伊勢艦長、11番、都城中）、富岡定俊（軍令部作戦課長・大淀艦長、21番、高千穂中）兄部勇次（利根艦長・長門艦長、34番、徳山中）、森下信衛（榛名艦長・大和艦長、39番、明倫中）、有賀幸作（鳥海艦長・大和艦長、58番、諏訪中）など海軍省・軍令部の課長クラスや大型艦の艦長といったポストで太平洋戦争を戦った人たちがいる。
1917年（大正6年）11月24日に海兵を88番で卒業し、少尉候補生に任官する。以後、砲術学校普通科学生、水雷学校普通科学生、馬公防備隊、佐世保海兵団、鎮海防備隊勤務のほかは戦死するまでの26年9ヶ月余りの多くを海上で勤務している。
大尉のときに掃海艇長（1928年・昭和3年～30年・昭和5年）になったのを皮切りに掃海艇長を2回、少佐・中佐のときに駆逐艦長（1931年・昭和6年～38年・昭和13年）を4回務めた。
1941年（昭和16年）12月、北村中佐は第21掃海隊司令（第7、第8、第9、第10、第11、第12号掃海艇）のポストで太平洋戦争開戦を迎えている。海軍が真珠湾攻撃をはじめ緒戦で戦果を納めていた1942年（昭和17年）4月に新鋭の陽炎型駆逐艦4隻（浜風、浦風、谷風、磯風）で構成された第17駆逐隊司令に発令。北村は、セイロン沖海戦を終えたばかりの第1航空艦隊（司令長官南雲忠一中将、36期）指揮下の第17駆逐隊に着任、谷風を司令駆逐艦とした。
同月おきたドーリットル空襲の影響で決定されたMI作戦に参加することになる。5月1日に大佐に進級。参加したミッドウェー海戦では主力空母4隻（赤城、加賀、蒼龍、飛龍）の沈没を目撃することになる。司令を1年余り勤めあげたのち、1943年（昭和18年）8月16日付で第2水雷戦隊（司令官高間完少将、41期）旗艦の長良艦長の発令を受ける。同日、長良は修理のために舞鶴に入港し、21号電探、電波探知機の装備、須式探照灯の撤去と96式探照灯の装備、2メートル半測距儀の撤去、射出機の換装等が行われた。11月には長良は編成替えで第4艦隊（司令長官小林仁中将、38期）旗艦になり、クェゼリン環礁にあってギルバート諸島・タラワ環礁の戦いに従事した。
1944年（昭和19年）1月、海上交通保護の実施を目的とした第1海上護衛隊（東南アジア～内地担当、南西方面艦隊所属）の運行指揮官に就任する。海上護衛隊は老朽艦艇や特設艦艇が主力で対潜・対空装備が充実した専用艦艇が配備されず兵力も少なかったため、連合軍による通商破壊が本格化すると対応できず、輸送船団に甚大な被害が続出した。同年9月9日に戦死、任少将。
好きなご馳走はすき焼き。